# Mamie Bolton
Mamie Bolton és una pel·lícula muda estrenada el 16 de gener de 1912. Va ser produïda per la Eclair, dirigida per Jay Hunt, i interpretada per Dorothy Gibson, Alec B. Francis, en la seva primera pel·lícular coneguda per a aquesta productora, Julia Stuart i Darwin Karr entre d'altres.

## Argument
Tom Madison s'ha arruïnat especulant a la borsa just en el moment en què demanava la mà de la seva promesa. Ell però no se n'amaga i la noia accepta casar-se amb ell i intentar tirar endavant sempre que deixi de jugar a la borsa. Passat un any, Green, un amic de Tom el tempta amb una inversió “segura” en una mina, la “Mamie Bolton”.
Estant a casa, Tom rep un telegrama que indica que Mamie Bolton ha estat afectada. Ell marxa ràpidament a contestar i la seva dona en llegir el telegrama es convenç que Mamie Bolton és una amant. Marxa a casa els seus pares per explicar-los el que creu que està passant i el pare pren una pistola per venjar-se tot i que després l'esposa el convenç que la deixi. Mentrestant, Tom s'assabenta que la mina és un èxit i que la seva inversió s'ha multiplicat i que ara té una fortuna. Amb el seu amic inversor tornen a casa i es troben amb el sogre que ataca al marit. Ell pot escapar-se per trobar-se tot seguit amb la seva dona i la seva sogra que li neguen l'entrada a la casa. Intenta enfilar-se i entrar però es rebutjat per les dues dones i es troba de nou amb el sogre al mur de l'entrada. En aquell moment l'amic inversor aclareix els malentesos i la família es reconcilia.